# Westhampton (Massachusetts)
Westhampton é uma vila localizada no condado de Hampshire no estado estadounidense de Massachusetts. No Censo de 2010 tinha uma população de 1.607 habitantes e uma densidade populacional de 22,68 pessoas por km².

## Geografia
Westhampton encontra-se localizado nas coordenadas 42° 18′ 51″ N, 72° 46′ 41″ O. Segundo o Departamento do Censo dos Estados Unidos, Westhampton tem uma superfície total de 70.85 km², da qual 70.37 km² correspondem a terra firme e (0.68%) 0.48 km² é água.

## Demografia
Segundo o censo de 2010, tinha 1.607 pessoas residindo em Westhampton. A densidade populacional era de 22,68 hab./km². Dos 1.607 habitantes, Westhampton estava composto pelo 98.07% brancos, o 0.19% eram afroamericanos, o 0.12% eram amerindios, o 0.5% eram asiáticos, o 0% eram insulares do Pacífico, o 0.31% eram de outras raças e o 0.81% pertenciam a duas ou mais raças. Do total da população o 1.87% eram hispanos ou latinos de qualquer raça.